# Liste von Bergen und Erhebungen des Westerwalds
Die Liste von Bergen und Erhebungen des Westerwalds enthält eine Auswahl der Berge, Erhebungen und deren Ausläufer des in Hessen, Nordrhein-Westfalen und Rheinland-Pfalz (Deutschland) gelegenen und zum Rheinischen Schiefergebirge gehörenden Westerwalds und zudem solche der zu diesem Mittelgebirge gehörenden Naturparke Bergisches Land, Nassau, Rhein-Westerwald und Siebengebirge.
Siehe auch diese Listen:
 Berge des Rheinischen Schiefergebirges / Berge in Hessen / Berge und Erhebungen in Nordrhein-Westfalen / Berge in Rheinland-Pfalz
Sechs Spalten der in der Ausgangsansicht absteigend nach Höhe in Meter (m) über Normalhöhennull (NHN; wenn nicht anders angegeben laut ) sortierten Tabelle sind durch Klick auf die Symbole bei ihren Überschriften sortierbar. In der Spalte „Berg, Erhebung, Ausläufer“ sind Alternativnamen in Klammern gesetzt, kleingedruckt und kursiv geschrieben. In dieser Spalte stehen bei mehrmals vorkommenden, gleichnamigen Eintragungen kleingedruckt und in Klammern gesetzt zur Unterscheidung jeweils der/die Name/n der Ortschaft/en zu dem das Objekt gehört.
Die in der Tabelle verwendeten Abkürzungen sind unten erläutert.
| Berg, Erhebung, Ausläufer                | Höhe (m) | Naturraum/-räume, Naturpark                                           | Lage (in/bei)                                           | Land- kreis/e (s. u.) | Land (s. u.) | Kommentar/e, Ort von | Bild |
| ---------------------------------------- | -------- | --------------------------------------------------------------------- | ------------------------------------------------------- | --------------------- | ------------ | --- | --- |
| Fuchskaute                               | 657,3    | Hoher Westerwald                                                      | Willingen                                               | WW                    | RP           | Höchster Berg des Westerwalds; Q: Nister; Ex-Aussichtsturm; Gaststätte; NSG Fuchskaute (0,4 km²; 1984)                                                  | Fuchskaute von Westen: Nord- (links) und Südkuppe (rechts); vorne Häuser von Bretthausen, dahinter Willingen                                                    |
| Stegskopf                                | 654,4    | Hoher Westerwald                                                      | Emmerzhausen-Stegskopf                                  | AK                    | RP           | Q: Daade, Q: Kleiner Nister Q: Schwarzer Nister; Ex-Aussichtsturm; TrÜbPl Daaden                                                                        | |
| Salzburger Kopf                          | 654,2    | Hoher Westerwald                                                      | Bretthausen, Salzburg, Stein-Neukirch                   | WW                    | RP           | Skipiste, Sendeturm und Windkraftanlagen | Blick von Südsüdwesten entlang der Kreisstraße 54 zwischen Hellenhahn-Schellenberg und Neustadt/Westerwald zum Salzburger Kopf                                  |
| Altenberg                                | 651,4    | Hoher Westerwald                                                      | Waigandshain, Waldaubach                                | WW, LDK               | RP, HE       | Windpark | Blick von der B 414 bei Nister-Möhrendorf ostsüdostwärts zum Altenberg                                                                                          |
| Galgenberg                               | 649,7    | Hoher Westerwald                                                      | Salzburg, Stein-Neukirch, Hof                           | WW                    | RP           | | Blick von Westen |
| Höllberg (Höllkopf)                      | 642,8    | Hoher Westerwald                                                      | Hohenroth                                               | LDK                   | HE           | Fernmeldeturm, Skilift | Höllberg von Nordosten; höchster Berg des Westerwaldes in Hessen                                                                                                |
| Kühfelder Stein                          | 637,7    | Hoher Westerwald                                                      | Stein-Neukirch                                          | WW                    | RP           | nahe: Flughafen Siegerland; NSG Buchhellerquellgebiet (2,03 km²; 2002); TrÜbPl Daaden                                                                   | |
| Homberg                                  | 635,3    | Hoher Westerwald                                                      | Homberg, Waigandshain                                   | WW                    | RP           | Q: Breitenbach Q: Rehbach nahe: Breitenbachtalsperre, NSG Breitenbachtalsperre (0,49 km²; 1988)                                                         | |
| Großefeld                                | 621,25   | Hoher Westerwald                                                      | Hohenroth                                               | LDK                   | HE           | | |
| Bartenstein (Barstein)                   | 617,6    | Hoher Westerwald                                                      | Gusternhain                                             | LDK                   | HE           | NSG Viehweide am Barstein (0,2 km²; 1984) | Bartenstein von Nordwesten |
| Auf der Baar                             | 615,0    | Hoher Westerwald                                                      | Heisterberg, Waldaubach                                 | LDK                   | HE           | nahe: NSG Rückerscheid mit Aubachtal (0,78 km²; 1994) NSG Bermershube bei Heisterberg (0,44 km²; 1984)                                                  | Auf der Baar von Westen |
| Trödelsteine                             | 613,0    | Hoher Westerwald                                                      | Emmerzhausen, Burbach                                   | AK, SI                | RP, NW       | ND Trödelsteine (Felsformation) | |
| Alsberg                                  | 612,6    | Hoher Westerwald                                                      | Rehe, Rennerod, Waigandshain                            | WW                    | RP           | StOÜbPl Rennerod nahe: Breitenbachtalsperre, NSG Breitenbachtalsperre (0,49 km²; 1988) und Krombachtalsperre mit NSG Krombachtalsperre (0,43 km²; 1981) | Blick von Südwesten über Rennerod hinweg zum Alsberg |
| Hahn                                     | 611,7    | Hoher Westerwald                                                      | Stein-Neukirch                                          | WW                    | RP           | | |
| Ketzerstein                              | 610,1    | Hoher Westerwald                                                      | Liebenscheid-Weißenberg                                 | WW                    | RP           | ND Ketzerstein | Die Basaltgruppe auf dem Ketzerstein |
| Nenkersberg                              | 610,3    | Hoher Westerwald                                                      | Burbach                                                 | SI                    | NW           | | |
| Knoten                                   | 605,4    | Hoher Westerwald                                                      | Arborn                                                  | LDK                   | HE           | Q: Kallenbach Q: Ulmbach | Blick vom Knotengipfel über den Lahnwesterwald |
| Heimerich                                | 604,5    | Hoher Westerwald                                                      | Nisterberg                                              | AK                    | RP           | TrÜbPl Daaden | |
| Backofen                                 | 602,3    | Hoher Westerwald                                                      | Hof                                                     | WW                    | RP           | TrÜbPl Daaden | |
| Gallpüsch                                | 594,0    | Hoher Westerwald                                                      | Westernohe                                              | WW                    | RP           | NSG Wacholderheide Westernohe (0,13 km²; 1967) | |
| Höh                                      | 586,9    | Hoher Westerwald                                                      | Hof                                                     | WW                    | RP           | | |
| Rother Berg                              | 571,9    | Hoher Westerwald                                                      | Heiligenborn                                            | LDK                   | HE           | | Blick von Nordwesten |
| Marienberger Höhe                        | 570      | Hoher Westerwald                                                      | Bad Marienberg, Bölsberg, Kirburg, Unnau                | WW                    | RP           | ND Großer Wolfstein (555 m ü. NHN) und Kleiner Wolfstein (557 m ü. NHN); an Südsüdwestflanke: Wildpark Bad Marienberg mit Hedwigturm (AT)               | Blick von Südosten über Bad Marienberg hinweg zur Marienberger Höhe                                                                                             |
| Löh                                      | 566,6    | Hoher Westerwald                                                      | Oberroßbach                                             | WW                    | RP           | | |
| Funkenhahn                               | 559,7    | Hoher Westerwald                                                      | Rennerod, Westernohe                                    | WW                    | RP           | | |
| Alarmstange                              | 545,2    | Niederwesterwald (Montabaurer Höhe) NP Nassau                         | Hillscheid, Horressen                                   | WW                    | RP           | Fernmeldeturm | Fernmeldetürme auf der Alarmstange |
| Köppel                                   | 540,2    | Niederwesterwald (Montabaurer Höhe) NP Nassau                         | Dernbach, Horressen                                     | WW                    | RP           | Aussichtsturm | Köppel mit Aussichts- und Fernmeldeturm |
| Hirschbergkoppe                          | 538,5    | Westerwälder Basalthochfläche                                         | Herborn (-Hirschberg)                                   | LDK                   | HE           | Höchster Berg der Gemeinde Herborn | |
| Kackenberger Stein (Neuhochsteiner Berg) | 525      | Hoher Westerwald                                                      | Neuhochstein, Hahn bei Marienberg                       | WW                    | RP           | Hochstein (Hohenstein; Basalt-Felsformation; ND) | |
| Hohenseelbachskopf                       | 517,5    | Südliches Hellerbergland                                              | Altenseelbach, Biersdorf, Daaden, Herdorf, Struthütten  | SI, AK                | NW, RP       | | |
| Röhrshahn                                | 517      | Hoher Westerwald                                                      | Langenhahn-Hölzenhausen, Ailertchen                     | WW                    | RP           | | |
| Hinstein (Hindstein)                     | 514,7    |                                                                       | Greifenstein                                            | LDK                   | HE           | ND Hinstein, NSG Am Hinstein bei Greifenstein (0,13 km²; 1986)                                                                                          | Blick vom Rastplatz Volkersbach an der A 45 bei Katzenfurt westwärts über das Dilltal hinweg und vorbei an der Burgruine Greifenstein zum Hinstein (halbrechts) |
| Gräbersberg                              | 513,1    | Oberwesterwald                                                        | Alpenrod                                                | WW                    | RP           | Aussichtsturm mit Sendeanlagen | Gräbersberg von Nordosten |
| Großer Weißenstein                       | 509,8    | Oberwesterwald                                                        | Lochum                                                  | WW                    | RP           | nahe: Westerwälder Seen | |
| Mahlscheid (Malscheid)                   | 509,3    | Südliches Hellerbergland                                              | Altenseelbach, Biersdorf, Daaden, Herdorf, Struthütten  | SI, AK                | NW, RP       | | |
| Götzenberg                               | 501,0    |                                                                       | Stockum-Püschen                                         | WW                    | RP           | Naturdenkmal | |
| Stöffel                                  | 498      |                                                                       | Enspel, Nistertal-Büdingen, Stockum-Püschen             | WW                    | RP           | Basalttagebau; Tertiär- und Industrie-Erlebnispark Stöffel                                                                                              | |
| Seitenstein                              | 496      | Hoher Westerwald                                                      | Hellenhahn, Rennerod                                    | WW                    | RP           | Basaltformation | |
| Helleberg                                | 491,3    | Oberwesterwald                                                        | Weidenhahn                                              | WW                    | RP           | Aussichtsturm | Blick von Nordnordosten zum Helleberg mit Kreisstraße 61 (Rotenhain–Wölferlingen)                                                                               |
| Beulsstein                               | 483,1    | Oberwesterwald                                                        | Ettinghausen, Sainerholz                                | WW                    | RP           | Q: Ahrbach Q: Aubach | |
| Hartenfelser Kopf                        | 478,5    | Oberwesterwald                                                        | Hartenfels                                              | WW                    | RP           | nahe: Westerwälder Seen | |
| Watzenhahn                               | 475,4    |                                                                       | Berzhahn, Girkenroth, Weltersburg, Willmenrod           | WW                    | RP           | nahe: Basalttagebau mit ND Kranstein (372 m ü. NHN) | |
| Wölferlinger Kopf                        | 467,5    | Oberwesterwald                                                        | Wölferlingen                                            | WW                    | RP           | nahe: Westerwälder Seen | |
| Höchst                                   | 443,5    | Niederwesterwald (Eppenroder Hochfläche) NP Nassau                    | Giershausen Hirschberg Horhausen Isselbach Langenscheid | EMS                   | RP           | höchster Berg der Esterau; Schaumburgscher Forst | |
| Asberg                                   | 430,2    | Niederwesterwald (Rheinwesterwälder Vulkanrücken) NP Rhein-Westerwald | Erpel, Unkel                                            | NR                    | RP           | Basalttagebau, nahe: NSG Siebengebirge (42,72 km²; 1922)                                                                                                | Blick vom Birkig nordostwärts zum Asberg |
| Meerberg (Mehrberg, Düstemich)           | 429,1    | Niederwesterwald (Rheinwesterwälder Vulkanrücken) NP Rhein-Westerwald | Linz am Rhein                                           | NR                    | RP           | Basalttagebau (früher: 448 m ü. NN) | Blick vom Birkig ostsüdostwärts zum Meerberg |
| Dernbacher Kopf                          | 427,0    | Niederwesterwald (Sayn-Wied-Hochfläche) NP Rhein-Westerwald           | Dernbach, Rüscheid                                      | NR                    | RP           | Q: Dernbach, Iserbach (Isenbach), Siehrsbach | |
| Kohlhau                                  | 426      |                                                                       | Waldernbach, Fussingen                                  | LM                    | HE           | nahe: Q: Kerkerbach | |
| Malberg (Moschheim)                      | 422,0    | Niederwesterwald (Montabaurer Senke)                                  | Moschheim                                               | WW                    | RP           | Ringwall, NSG Malberg (0,96 km²; 1961) | Blick von Staudt im Süden zum Malberg |
| Hummelsberg                              | 407,4    | Niederwesterwald (Rheinwesterwälder Vulkanrücken) NP Rhein-Westerwald | Linz am Rhein, Hargarten                                | NR                    | RP           | einstiger Ringwall ging durch Basaltabbau verloren; durch den Tagebaubetrieb verlor der Berg rund 35 m Höhe                                             | Blick von Ostnordosten zum Hummelsberg mit Ortschaft Hargarten                                                                                                  |
| Eichberg                                 | 407,5    | Oberwesterwald                                                        | Molsberg                                                | WW                    | RP           | | |
| Minderberg                               | ca. 405  | Niederwesterwald (Rheinwesterwälder Vulkanrücken) NP Rhein-Westerwald | Linz am Rhein                                           | NR                    | RP           | Basalttagebau | |
| Heidenhäuschen                           | 397,9    | Südlicher Westerwald                                                  | Elbtal-Heidenhäuschen, Oberzeuzheim, Hintermeilingen    | LM                    | HE           | Ringwälle, Wallfahrtsstätte, NSG Heidenhäuschen (1,1 km²; 1927)                                                                                         | Blick von Merenberg im Ostnordosten zum Heidenhäuschen |
| Stümperich                               | 396      | Vorderwesterwald NP Rhein-Westerwald                                  | Dattenberg                                              | NR                    | RP           | ehem. Basalttagebau | |
| Dornburg                                 | 393,5    | Südlicher Westerwald                                                  | Wilsenroth                                              | LM                    | HE           | Oppidum, NSG Dornburg (0,53 km²; 1927) | |
| Hoher Schaden (Schaden)                  | 388,3    | Leuscheid, NP Bergisches Land                                         | Rodder                                                  | SU                    | NW           | Q: Mühlenbach Q: Wohmbach, NSG Wälder auf dem Leuscheid (13,84 km²; 2004)                                                                               | Gipfel des Hohen Schadens |
| Beulskopf                                | 388,2    | Leuscheid                                                             | Birkenbeul, Beul, Heupelzen-Beul                        | AK                    | RP           | Raiffeisen-Turm (AT) | Blick von Südsüdosten zum Beulskopf mit Busenhausen und Raiffeisenturm                                                                                          |
| Römerich                                 | 386,4    | Vorderwesterwald NP Rhein-Westerwald                                  | Dattenberg                                              | NR                    | RP           | ehem. Basalttagebau | |
| Ginsterhahner Kopf                       | 375,6    | NP Rhein-Westerwald                                                   | Ginsterhahn                                             | NR                    | RP           | Sender Linz am Rhein | |
| Himmerich                                | 367,1    | Niederwesterwald (Rheinwesterwälder Vulkanrücken) NP Siebengebirge    | Bad Honnef                                              | SU                    | NW           | NSG Siebengebirge (42,72 km²; 1922) | Felsiger Steilhang (Latitkuppe) am Himmerich |
| Köppel                                   | 364,4    | Niederwesterwald (Altenkirchener Hochfläche)                          | Berod, Borod, Gieleroth, Herpteroth, Wahlrod            | AK, WW                | RP           | Q: Almersbach, Q: Boroder Bach, Q: Freudenberger Bach, Q: Gielerother Bach                                                                              | |
| Willscheider Berg                        | 362,9    | Niederwesterwald (Rheinwesterwälder Vulkanrücken) NP Rhein-Westerwald | Vettelschoß                                             | NR                    | RP           | | |
| Dachsberg                                | 362,2    | Niederwesterwald (Asbacher Hochfläche) NP Siebengebirge               | Orscheid                                                | SU                    | NW           | Basalttagebau | Dachsberger See am Dachsberg |
| Malberg (Mahlberg) (Hausen)              | 360      | NP Rhein-Westerwald                                                   | Bad Hönningen, Hausen-Hähnen, Rheinbrohl                | NR                    | RP           | Malbergsee (Mahlbergsee) | |
| Leyberg                                  | 359,2    | Niederwesterwald (Rheinwesterwälder Vulkanrücken) NP Siebengebirge    | Bad Honnef                                              | SU                    | NW           | NSG Siebengebirge (42,72 km²; 1922) | Gipfel des Leybergs |
| Rennenberg                               | 353,6    | NP Rhein-Westerwald                                                   | Linz am Rhein                                           | NR                    | RP           | Ruine Rennenburg | Ruine Rennenburg auf dem Rennenberg |
| Pfahlenberg (Pfahlberg)                  | 346,2    | Niederwesterwald (Kannenbäcker Hochfläche) NP Rhein-Westerwald        | Caan                                                    | WW                    | RP           | | |
| Herrenlay (Herrenlei)                    | 320      | NP Nassau                                                             | Dausenau                                                | EMS                   | RP           | | |
| Roßbacher Häubchen                       | 313      | Niederwesterwald (Sayn-Wied-Hochfläche)                               | Breitscheid, Roßbach                                    | NR                    | RP           | ehem. Basalttagebau | |
| Birkig                                   | 306,0    | Niederwesterwald (Rheinwesterwälder Vulkanrücken) NP Rhein-Westerwald | Erpel, Bruchhausen                                      | NR                    | RP           | | |
| Harmorgenberg (Hormorgenberg)            | 297,0    | Niederwesterwald (Sayn-Wied-Hochfläche) NP Rhein-Westerwald           | Heimbach-Weis                                           | NR                    | RP           | Obergermanisch-Raetischer Limes (Osthang) | |
| Beselicher Kopf                          | 296,0    | Südlicher Westerwald                                                  | Obertiefenbach, Schupbach, Niedertiefenbach             | LM                    | HE           | Klosterruine Beselich, Wallfahrtskapelle „Maria Hilf“ Beselich, ehem. Basalttagebau, Ruine einer Klopfsteinmühle                                        | Blick aus Richtung Limburg auf den Beselicher Kopf |
| Eischeider Kopf                          | 292,0    | Niederwesterwald (Rheinwesterwälder Vulkanrücken) NP Rhein-Westerwald | Unkel                                                   | NR                    | RP           | | |

## Abkürzungen
Die in der Tabelle verwendeten Abkürzungen (alphabetisch sortiert) bedeuten:
Landkreise (Kfz-Kennzeichen):
- AK = Landkreis Altenkirchen
- EMS = Rhein-Lahn-Kreis
- LDK = Lahn-Dill-Kreis
- LM = Landkreis Limburg-Weilburg
- NR = Landkreis Neuwied
- SI = Kreis Siegen-Wittgenstein
- SU = Rhein-Sieg-Kreis
- WW = Westerwaldkreis

Länder (Bundesländer; ISO 3166-2):
- HE = Hessen
- NW = Nordrhein-Westfalen
- RP = Rheinland-Pfalz

Sonstiges:
- AT = Aussichtsturm
- Ex = ehemalig
- km² = Quadratkilometer
- ND = Naturdenkmal
- NP = Naturpark
- NSG = Naturschutzgebiet (hier: Angabe mit Flächengröße und Ausweisungsjahr)[2]
- Q = Quelle
- StOÜbPl = Standortübungsplatz
- TrÜbPl = Truppenübungsplatz